# (33094) 1997 YG5
1997 YG5 (asteroide 33094) é um asteroide da cintura principal. Possui uma excentricidade de 0.16300890 e uma inclinação de 5.03304º.
Este asteroide foi descoberto no dia 23 de dezembro de 1997 por Pierre Antonini em Bedoin.